# Tấn Tài (phường)
Tấn Tài là một phường cũ thuộc thành phố Phan Rang – Tháp Chàm, tỉnh Ninh Thuận, Việt Nam.

## Địa lý
Phường Tấn Tài nằm ở phía nam thành phố Phan Rang – Tháp Chàm, có vị trí địa lý:
- Phía đông giáp phường Mỹ Đông và phường Mỹ Hải
- Phía tây giáp phường Đạo Long và phường Kinh Dinh
- Phía nam giáp huyện Ninh Phước
- Phía bắc giáp phường Thanh Sơn và phường Mỹ Bình.

Phường Tấn Tài có diện tích 2,64 km², dân số năm 2023 là 11.356 người, mật độ dân số đạt 4.301 người/km².

## Lịch sử
Dưới thời Việt Nam Cộng hòa, Tấn Tài là một thôn thuộc xã Phan Rang, quận Thanh Hải, tỉnh Ninh Thuận.
Sau năm 1975, thôn Tấn Tài được chuyển thành phường Tấn Tài thuộc thị xã Phan Rang, tỉnh Thuận Hải.
Ngày 27 tháng 4 năm 1977, Hội đồng Chính phủ ban hành Quyết định 124-CP. Theo đó:
- Giải thể thị xã Phan Rang
- Sáp nhập 6 phường: Mỹ Hương, Tấn Tài, Kinh Dinh, Thanh Sơn, Phủ Hà, Đạo Long vào huyện Ninh Hải để thành lập thị trấn Phan Rang, thị trấn huyện lỵ huyện Ninh Hải.

Lúc này, địa bàn phường Tấn Tài cũ tương ứng với hai thôn Tấn Tài A và Tấn Tài B thuộc thị trấn Phan Rang.
Ngày 13 tháng 3 năm 1979, Hội đồng Chính phủ ban hành Quyết định số 104-CP. Theo đó, tách các thôn Tấn Tài A, Tấn Tài B của thị trấn Phan Rang, thôn Tấn Lộc của xã Mỹ Hải để thành lập xã Tấn Hải.
Ngày 1 tháng 9 năm 1981, Hội đồng Bộ trưởng ban hành Quyết định 45-HĐBT. Theo đó, tái lập thị xã Phan Rang với tên gọi mới là thị xã Phan Rang – Tháp Chàm, đồng thời tái lập phường Tấn Tài trên cơ sở toàn bộ diện tích và dân số của xã Tấn Hải.
Ngày 25 tháng 12 năm 2001, Chính phủ ban hành Nghị định 99/2001/NĐ-CP. Theo đó:
- Điều chỉnh 2,51 ha diện tích tự nhiên của phường Tấn Tài về phường Thanh Sơn quản lý
- Điều chỉnh 9,22 ha diện tích tự nhiên và 233 người của phường Kinh Dinh về phường Tấn Tài quản lý.

Sau khi điều chỉnh địa giới hành chính, phường Tấn Tài có 266,39 ha diện tích tự nhiên và 7.022 người.
Ngày 21 tháng 1 năm 2008, Chính phủ ban hành Nghị định 08/2008/NĐ-CP. Theo đó, điều chỉnh 2,72 ha diện tích tự nhiên của xã Mỹ Hải về phường Tấn Tài quản lý.
Sau khi điều chỉnh địa giới hành chính, phường Tấn Tài có 286,06 ha diện tích tự nhiên và 8.157 người.
Ngày 28 tháng 9 năm 2024, Ủy ban Thường vụ Quốc hội ban hành Nghị quyết số 1198/NQ-UBTVQH15 về việc sắp xếp đơn vị hành chính cấp xã của tỉnh Ninh Thuận giai đoạn 2023 – 2025 (nghị quyết có hiệu lực từ ngày 1 tháng 11 năm 2024). Theo đó, sáp nhập toàn bộ 2,64 km² diện tích tự nhiên và quy mô dân số là 11.356 người của phường Tấn Tài vào phường Kinh Dinh.

## Văn hóa
- Nhà thờ Tấn Tài[9]